# 马超西路站
马超西路站位于中华人民共和国四川省成都市新都区，是成都地铁3号线的地下车站。

## 本站概要
本站位于蓉都大道与马超西路、电子路交叉口，于蓉都大道呈南北向布置，于2018年12月26日开通使用。

## 车站结构

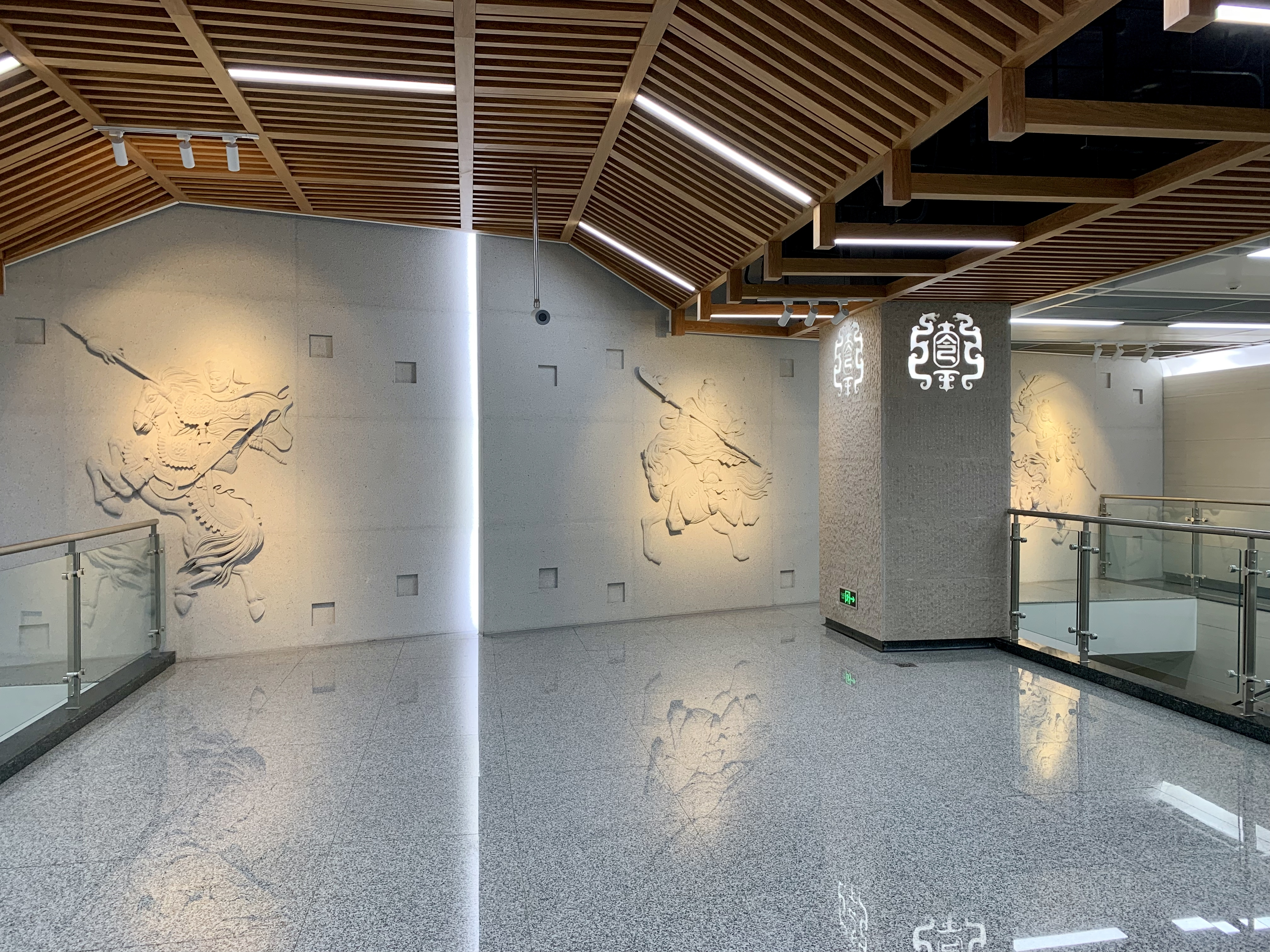
站厅层装饰浮雕

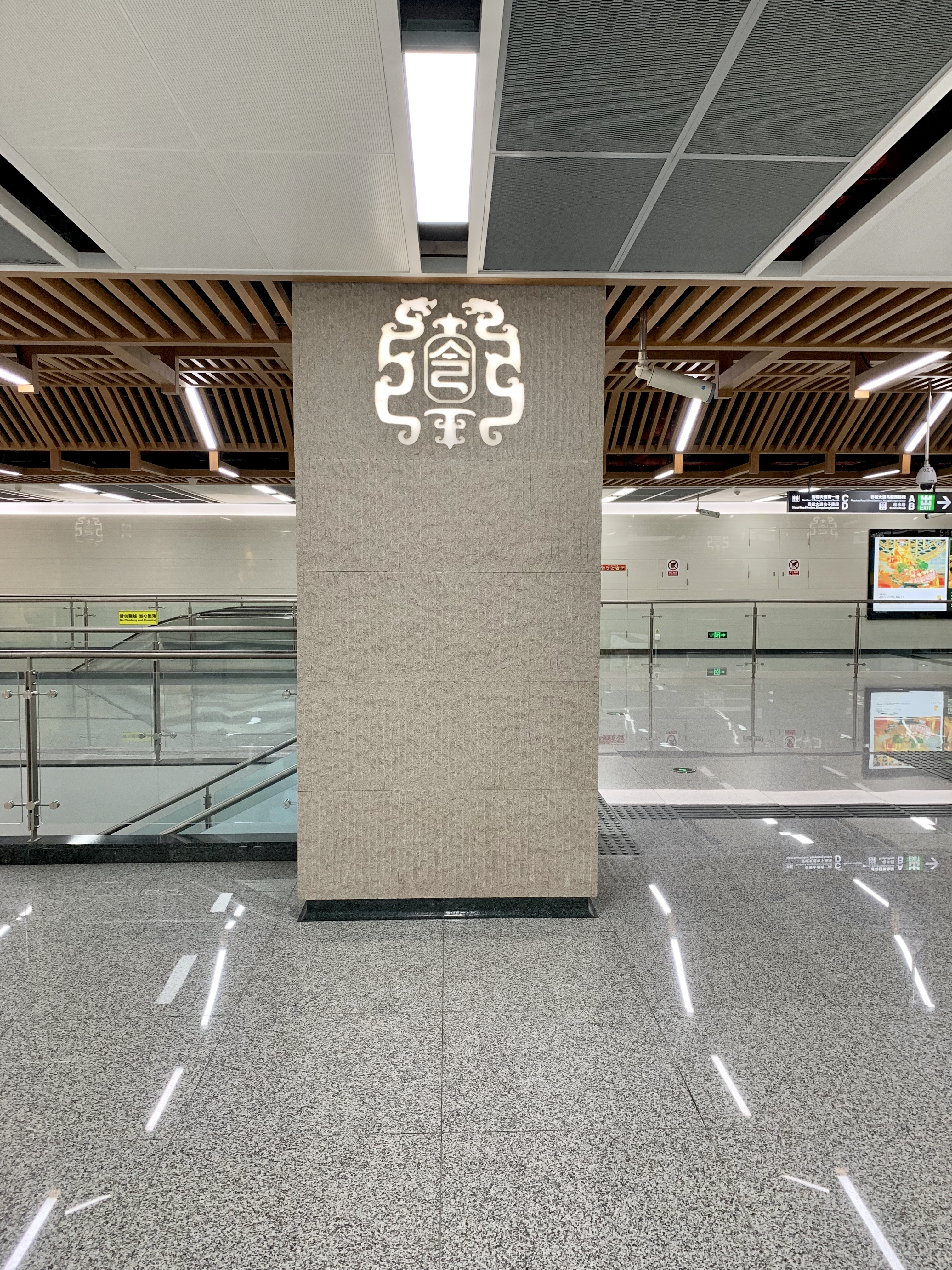
纹饰立柱

本站为地下二层岛式站台车站。受车站上方电子路下穿隧道的影响，本站采用分离式站厅，两端非付费区通过地下通道联通。

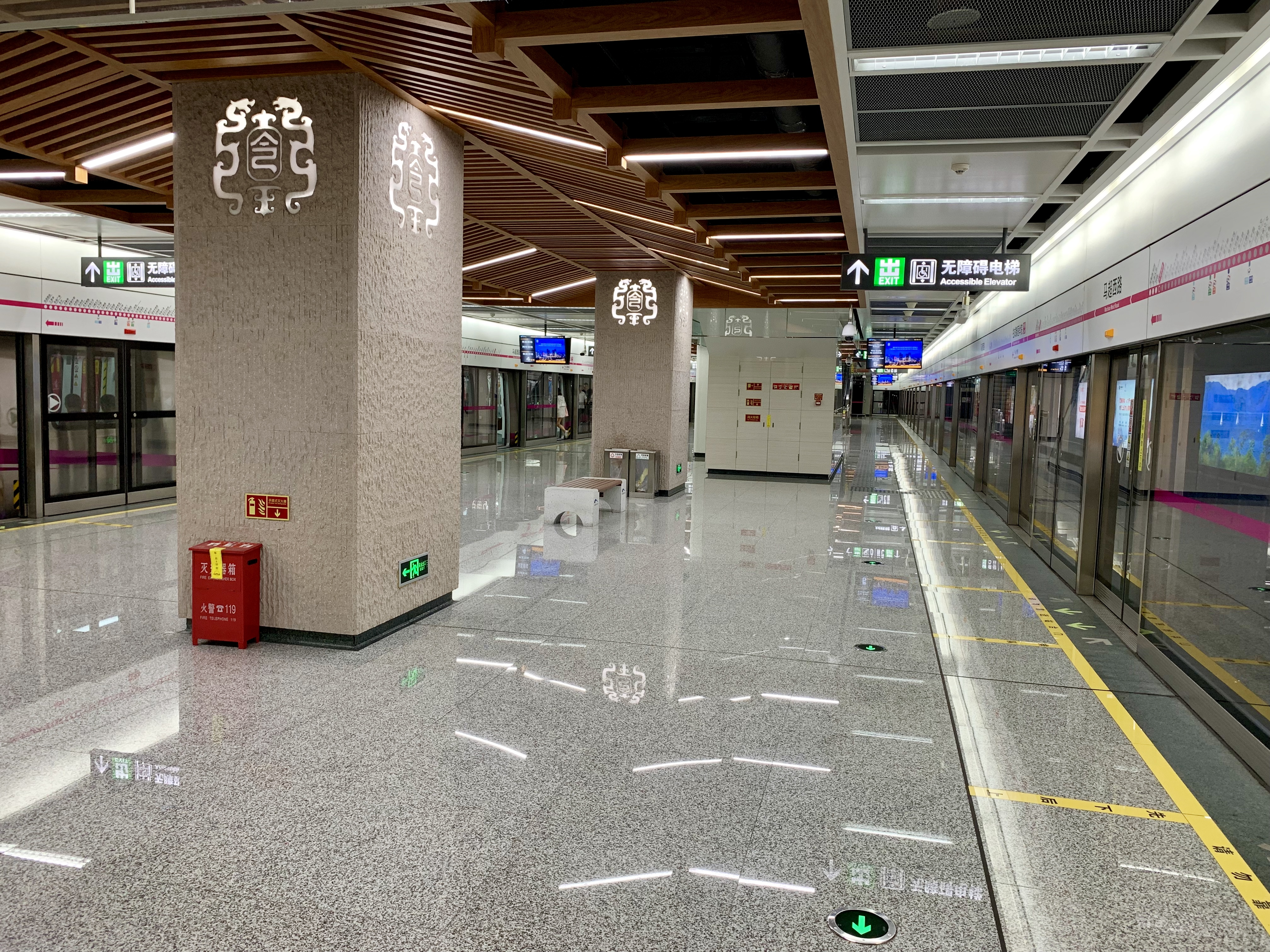
站台层
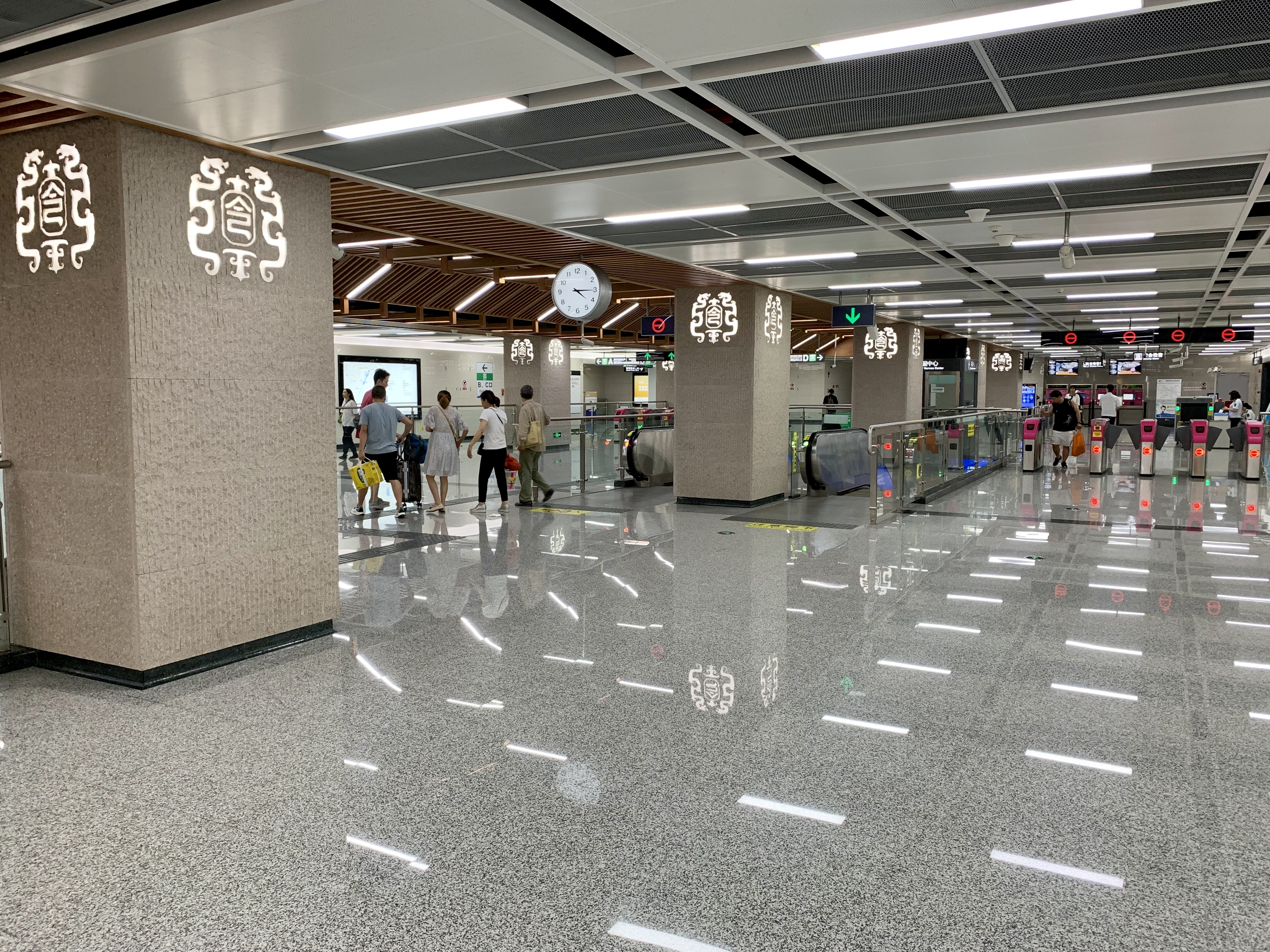
站厅层

| 地面      |                                    | 出入口                               |  |
| 地下 一层 | 北站厅                             | 安检、售票机、站内商店，接B、C出入口 |  |
| 地下 一层 | 电子路公路下穿隧道                 |                                      |  |
| 地下 一层 | 南站厅                             | 安检、售票机、站内商店，接A、D出入口 |  |
| 地下 二层 |                                    | 3号线列车往双流西方向 （团结新区）   |  |
| 地下 二层 | 岛式站台，左边车门将会开启         |                                      |  |
| 地下 二层 | 3号线列车往成都医学院方向 （钟楼） |                                      |  |
| 地下 二层 | 南、北站厅连接通道                 |                                      |  |

- 站台层
- 站厅层

## 出入口信息
本站目前开放4个出入口。
| 出口编号 | 设施         | 地点           | 可到达目的地 |
| -------- | ------------ | -------------- | ------------ |
|          |              |                |              |
|          |              | 蓉都大道南一段 |              |
| 出口 · B | 无障碍电梯   | 蓉都大道南一段 |              |
| 出口 · C | 无障碍卫生间 | 蓉都大道南一段 |              |
| 出口 · D |              | 蓉都大道南一段 |              |